# Джеймс Франко
Джеймс Едуард Франко (на английски: James Edward Franco) е американски театрален и филмов актьор, режисьор, сценарист, продуцент, писател и преподавател по кинопроизводство. Носител е на награда „Златен глобус“ и номиниран за „Оскар“, „Грами“, БАФТА, „Сатурн“, две награди „Сателит“ и две награди „Еми“. От 2013 г. има звезда на Холивудската алея на славата. Известни филми с негово участие са „Целуни ме“, „Джеймс Дийн“, „Спайдър-Мен“, „Спайдър-Мен 2“, „Тристан и Изолда“, „127 часа“, „Възходът на планетата на маймуните“ и други.

## Биография
Джеймс Франко е роден на 19 април 1978 г. Пало Алто, Калифорния. Майка му Бетси Лу е от еврейски произход и работи като писателка и актриса, баща му Дъглас Франко е от португалски и шведски произход и има бизнес в Силициевата долина. Джеймс има двама братя - Том и Дейв, които също са актьори. Родителите му се запознават докато следват в Станфордския университет. Баба му по бащина линия е публицист, а баба му по майчина линия е собственик на художествена галерия в Кливланд.
Джеймс Франко е преподавател по кинопроизводство в Нюйоркския университет, преподавател в курс за късометражни филми в Южнокалифорнийския университет и в курс за сценаристи в Калифорнийския университет в Лос Анджелис.

## Частична филмография
- 1999 – „Целуни ме“ (Never Been Kissed)
- 2000 – „На всяка цена“ (Whatever It Takes)
- 2001 – „Джеймс Дийн“ (James Dean)
- 2002 – „Спайдър-Мен“ (Spider-Man)
- 2002 – „Жесток тандем“ (Deuces Wild)
- 2004 – „Спайдър-Мен 2“ (Spider-Man 2)
- 2005 – „Операция „Спасение““ (The Great Raid)
- 2006 – „Тристан и Изолда“ (Tristan & Isolde)
- 2006 – „Ескадрилата“ (Flyboys)
- 2006 – „Анаполис“ (Annapolis)
- 2007 – „В долината на Давид и Голиат“ (In the Valley of Elah)
- 2007 – „Спайдър-Мен 3“ (Spider-Man 3)
- 2008 – „Меден месец“ (Camille)
- 2008 – „Милк“ (Milk)
- 2008 – „Ананас Експрес“ (Pineapple Express)
- 2010 – „127 часа“ (127 Hours)
- 2010 – „Луда нощ“ (Date Night)
- 2010 – „Яж, моли се и обичай“ (Eat Pray Love)
- 2011 – „Възходът на планетата на маймуните“ (Rise of the Planet of the Apes)
- 2011 – „Ваше височество“ (Your Highness)
- 2012 – „Купонджийки“ (Spring Breakers)
- 2012 – „Писмото“ (The Letter)
- 2013 – „Отбранителна линия“ (Homefront)
- 2013 – „Божие дете“ (Child of God)
- 2013 – „Това е краят“ (This Is the End)
- 2013 – „Оз: Великият и могъщият“ (Oz the Great and Powerful)
- 2013 – „Пало Алто“ (Palo Alto)
- 2014 – „Убийствено интервю“ (The Interview)
- 2015 – „Всичко ще бъде наред“ (Every Thing Will Be Fine)
- 2015 – „Малкият принц“ (The Little Prince) (озвучава)
- 2016 – „Саламена фиеста“ (Sausage Party) (озвучава)
- 2016 – „Защо точно той?“ (Why Him?)
- 2017 – „Катастрофалният артист“ (The Disaster Artist)

## Награди и номинации
| Година | Продукция                | Награда                                                              | Резултат  |
| ------ | ------------------------ | -------------------------------------------------------------------- | --------- |
| 2002   | „Джеймс Дийн“            | Златен глобус за най-добър актьор в минисериал или телевизионен филм | награда   |
| 2002   | „Джеймс Дийн“            | Еми за най-добър актьор в минисериал или телевизионен филм           | номинация |
| 2008   | „Милк“                   | Сателит за най-добър актьор в поддържаща роля                        | номинация |
| 2008   | „Спайдър-Мен 3“          | Сатурн за най-добър актьор в поддържаща роля                         | номинация |
| 2009   | „Ананас Експрес“         | Златен глобус за най-добър актьор в мюзикъл или комедия              | номинация |
| 2010   | „127 часа“               | Сателит за най-добър актьор в драматичен филм                        | номинация |
| 2011   | „127 часа“               | Оскар за най-добра мъжка роля                                        | номинация |
| 2011   | „127 часа“               | Награда на БАФТА за най-добър актьор в главна роля                   | номинация |
| 2011   | „127 часа“               | Златен глобус за най-добър актьор в драматичен филм                  | номинация |
| 2012   | „Ваше височество“        | Златна малинка за най-лош актьор в поддържаща роля                   | номинация |
| 2018   | „Катастрофалният артист“ | Златен глобус за най-добър актьор в мюзикъл или комедия              | награда   |